# Laka (Archiv)
Laka (Laka Foundation, Stichting Laka) ist ein niederländisches Archiv-, Dokumentations- und Recherchezentrum zur Kernenergie und dem Widerstand dagegen. Die Anti-AKW-Initiative Laka wurde am 10. Februar 1988 als LAKA gegründet.

## Geschichte
Das Kernenergie-Dokumentationszentrum ist aus der Anti-Atomenergie-Basisgruppe Ede hervorgegangen. Einige Leute, die schon seit einiger Zeit im Kampf gegen die Kernenergie in den Niederlanden aktiv waren, beschlossen 1981, eine Basisgruppe zu gründen, um viele Menschen für die zweite große Blockade des Kernkraftwerks in Dodewaard zu organisieren. Dazu mussten u. a. auch viele Informationen gesammelt werden.
Das so genannte Anti-Atomenergie-Archiv wurde im Februar 1988 im Vorfeld eines internationalen Kongresses radikaler Anti-Atomenergie-Gruppen im Jahr 1989 eingerichtet. Der Name wurde zu LAKA (LAndelijk Kernenergie Archief – Nationales Kernenergiearchiv). Seit dem Jahr 2000 wird LAKA nicht mehr als Abkürzung verwendet und daher auch nicht mehr großgeschrieben. Der Untertitel lautet fortan „Dokumentations- und Forschungszentrum Kernenergie“. Das Büro befindet sich seit 1990 in Amsterdam.
Laka arbeitet eng mit dem World Information Service on Energy (WISE) in Amsterdam zusammen.

## Archiv
Laka unterhält ein großes, zugängliches Archiv zu allen Themen rund um die Lobbyarbeit gegen die Kernenergie. Zu den Spezialgebieten gehören: die Anti-Atomenergie-Bewegung (in den Niederlanden, aber auch international) und abgereichertes Uran.
Das Archiv besteht u. a. aus:
- 8000 Bücher
- 5000 Poster: Laka stellt u. a. eine Datenbank mit fast 5000 Plakaten[3] aus der weltweiten Anti-Atomkraft-Bewegung zur Verfügung. Die Sammlung zeigt die Kampfkultur der internationalen Anti-Atomkraft-Bewegung zu der auch Musik[4], Comics[5] und Graphic Novels gehören.
- Lehr- und Lernmaterialien
- hunderte historische, internationale Anti-Atom-Zeitschriften[6] (z. B. deutschsprachige: Atom[7], Atom Express[8], Atommüll[9], Atommüllzeitung[10], Gorleben Aktuell[11], Radi Aktiv[12], Nux integra[13])
- Asterix und das Kernkraftwerk[14]: 2015 stellte Laka eine Comic-Ausstellung im Internationalen Institut für Sozialgeschichte (IISH) in Amsterdam zusammen.[14] Laka verfügt über eine der weltweit größten Sammlungen an Originalmaterial des Raubkopiencomics in allen Sprachen, das z. B. auch für die Zusammenstellung der Salzburger PLAGE-Ausstellung 2018[15] verwendet wurde. Die Ausstellung basierte auf der Laka-Publikation Asterix und das Atomkraftwerk. Bibliographische Forensik eines deutschen Underground-Comics[16] (recherchiert von Dirk Spennemann).

## Weitere Aktivitäten

### Klage vor dem Internationalen Gerichtshof
Die LAKA-Stiftung reichte 2015 beim Internationalen Gerichtshof in Den Haag Klage gegen die Erweiterung des Atommülllagers der Covra ein. Der Klage schlossen sich symbolisch 34 Organisationen und Privatpersonen an, darunter auch der Bundesverband Bürgerinitiativen Umweltschutz. Die Covra (Centrale Organisatie Voor Radioactief Afval) betreibt ihr Atommülllager in der Nähe des Kernkraftwerk Borssele.

### Warnung vor Atomgeschäft mit Russland
Im September 2022 (nach dem russischen Überfall auf die Ukraine) machte Laka einen Schiffstransport mit angereichertem Uranhexafluorid (UF6) aus Russland zur niedersächsischen Brennelementfertigungsanlage Lingen öffentlich und machte so auf neue Urangeschäfte mit dem Atomkonzern Rosatom aufmerksam. Laka sah in dem Transport und dem Festhalten an Kernkraft eine weitere Form der Abhängigkeit von Russland.